# Gilberto Freyre
Gilberto de Mello Freyre (ur. 15 marca 1900 w Recife, zm. 18 lipca 1987 tamże) – brazylijski socjolog, antropolog kultury i pisarz.

## Życiorys
Studiował w Baylor University w Waco i do 1923 na Uniwersytecie Columbia. W 1926 zorganizował pierwszy północno-wschodni kongres regionalistyczny w Recife i opublikował "Manifest Regionalistyczny". W latach 1928–1930 był profesorem State Normal School w Pernambuco, a 1935-1938 uniwersytetu w Rio de Janeiro. Organizował studia socjologiczne i wydziały nauk społecznych na wielu brazylijskich uniwersytetach, był pionierem badań socjologicznych. W 1934 był głównym wnioskodawcą na pierwszym Kongresie Studiów Afro-Brazylijskich. Pisał prace odtwarzające kolejne etapy kształtowania się społeczeństwa Brazylii od jego początków w XVI wieku ze szczególnym uwzględnieniem problematyki niewolnictwa, m.in. Casa-grande e senzala (1933), Panowie i niewolnicy (1934, wyd. pol. 1985), Sobrados e mucambos (1936), A casa brasileira, 1971). Napisał wiele esejów socjologicznych na temat rozwoju społeczno-gospodarczego północno-wschodniego rejonu Brazylii i prób odnoszenia tego wzorca do portugalskojęzycznych narodów afrykańskich. Jego podstawowym założeniem jest to, że z powodu szerokiego doświadczenia afro-europejskiego Portugalczyków przed odkryciem przez nich Brazylii, portugalska narodowość była wyjątkowo zdolna do wypracowania w Nowym Świecie udanego wielokulturowego i wielorasowego społeczeństwa, które może być naśladowane gdzie indziej. W 1949 reprezentował Brazylię na forum Zgromadzenia Ogólnego ONZ.